# Ayumi hamasaki countdown live 2000-2001 A
《ayumi hamasaki countdown live 2000-2001 A》（濱崎步 2000-2001 跨年演唱會 A）是日本歌手濱崎步於2000年12月30日、31日在國立代代木競技場第一體育場舉行首次跨年演唱會。

## 說明
濱崎步首次舉行跨年演唱會，作為每年年底的例LIVE演出。除了2011年以外，在每年都在國立代代木第一體育館舉行演唱會。
為了迎接21世紀，第一次在演唱會上發表當時未發表的歌曲「evolution」，翌日這首歌曲被作為第20張單曲發行。

## 曲目
1. Starting Over
2. Duty
3. Fly high
4. vogue
5. teddy bear
6. A Song for ××
7. End of the World
8. SURREAL
9. Boys & Girls
10. evolution
11. AUDIENCE
12. Trauma
13. Key 〜eternal tie ver〜

- encore -
1. SEASONS
2. M
3. girlish

## 外部連結
- 官方網站（页面存档备份，存于）